# Anita Loos

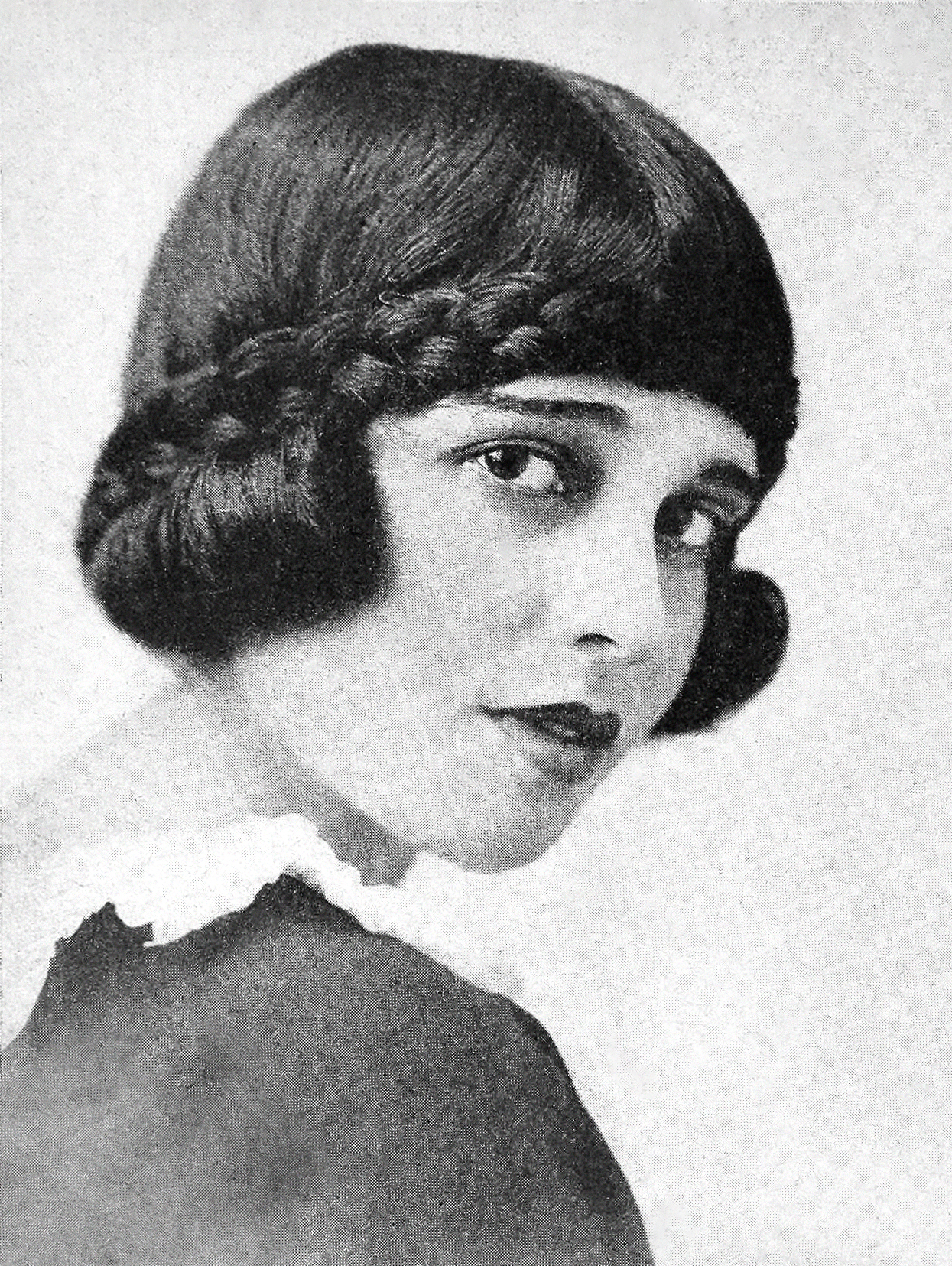
Anita Loos (1920)

Corinne Anita Loos, född 26 april 1888, död 18 augusti 1981, var en amerikansk författare, främst verksam inom filmindustrin. Under stumfilmstiden skrev Loos scenarios till filmer av D.W. Griffith och senare textning för Douglas Fairbanks-filmer, regisserade av John Emerson, med vilken hon gifte sig 1919. Mest känd är hon för romanen Herrar föredrar blondiner, som blev pjäs, film och två musikaler, varav en filmades med Marilyn Monroe.